# Pekinger Fremdsprachenuniversität

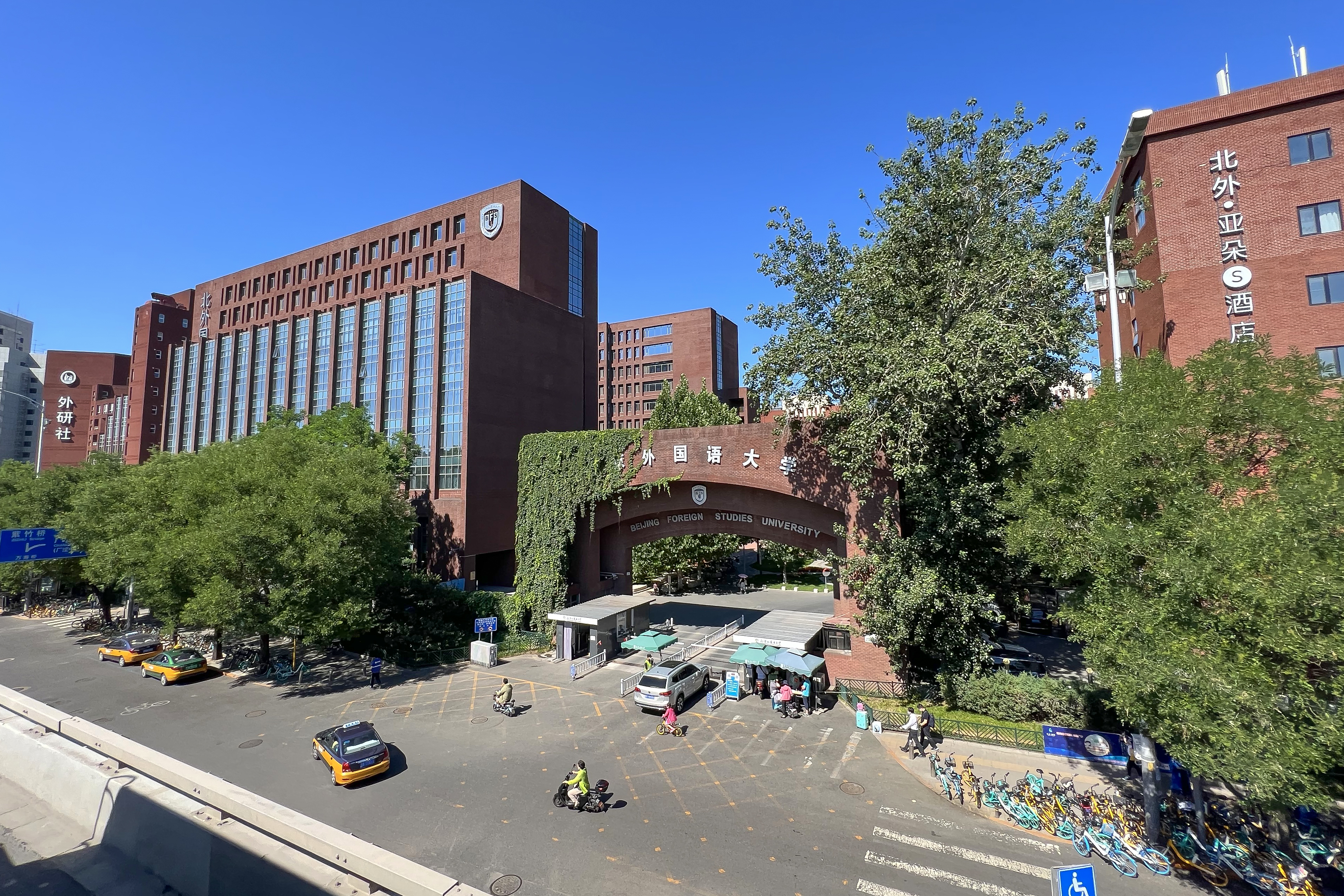
BFSU

Die Fremdsprachenuniversität Peking (auch Beijinger Fremdsprachenuniversität (BFSU), chinesisch 北京外国语大学, Pinyin Běijīng Wàiguóyǔ Dàxué, englisch Beijing Foreign Studies University) ist eine Universität für Fremdsprachen und internationale Forschungen in der chinesischen Hauptstadt Peking. Ihr Vorgänger, die dritte Zweigstelle der antijapanischen Armeehochschule (抗日軍事政治大學), wurde im Jahr 1941 gegründet. Sie ist die erste Hochschule für Fremdsprachen unter der Leitung der KPCh.
Umgangssprachlich wird die Fremdsprachenuniversität Peking als Běiwài (北外) bezeichnet.
An der Fremdsprachenuniversität Peking sind im Jahr 2016 rund 8500 Studierenden eingeschrieben. An der BFSU werden 84 Fremdsprachen unterrichtet, darunter viele sonst in China nicht angebotene Fächer. Zahlreiche BFSU-Alumni sind im Außenministerium der Volksrepublik China tätig, darunter mehr als 400 Botschafter und über 1000 Botschaftsräte, weshalb die BFSU auch als „Diplomatenschmiede“ bezeichnet wird.

## Geschichte

### Vor der Gründung
Die Rote-Armee-Hochschule China wurde im Juni 1936 von der KPCh gegründet. Im Jahr 1937 wurde sie als Antijapanische Volksuniversität für Militär und Politik China (antijapanische Armeeshochschule) umbenannt und zusammen mit der Zentralkomitee der KPCh nach Yan’an umgezogen. Damals war der Vorsitzende des Bildungskomitees der Universität Mao Zedong und Präsident Lin Biao.

### 1941–1945
Um die Zusammenarbeit und Austausch mit der Sowjetunion aufzufordern, erfolgte im März 1941 die Gründung einer Gruppe für russische Sprache in der dritten Zweigstelle der antijapanischen Armeehochschule. Im Jahr 1942 wurde die Gruppe unter der Führung Zentrale Militärkommission der KPCh in eine Schule für russisch weiterentwickelt. Seit 1944 wird Englisch auch unterrichtet, weshalb die Schule wieder als Fremdsprachenschule Yan’an umbenannt wurde.

### 1945–1949
Nach dem Sieg des Zweiten Japanisch-Chinesischen Kriegs verließen die Lehrenden und die Lernenden Yan’an in die Zonen unter der Kontrolle der KPCh in Nordchina, ein Teil davon gegründete in Zhangjiakou die Abteilung für Fremdsprachen an der Nordchinesischen Vereinigten Universität. Im Jahr 1946 entwickelte sich die Abteilung in eine Fakultät, mit einer Englischabteilung und einer Russischabteilung. 1948 wurde eine Schule für auswärtige Angelegenheiten basierende auf diese Englischabteilung gegründet. Während die nächsten Jahren war die Universität mehrmals umgezogen und im August 1948 tilgten die Nordchinesische Vereinigte Universität und Nördliche Universität China in eine neu gegründete Nordchinesische Universität. Schließlich sind die Studierenden und Lehrkraft der Nordchinesischen Universität in Peking angekommen. Mit der Zusammenfügung der Schule für auswärtige Angelegenheiten und der Abteilung für Fremdsprachen der Nordchinesischen Universität ist die Fremdsprachenschule Peking im Juni 1949 gegründet.

### 1949–1954
Im Oktober 1949 wurde die spezielle Hochschule für russische Sprache Peking gegründet, und 1951 wurde die Russischabteilung der Fremdsprachenschule Peking ein Teil der Hochschule für russische Sprache. Die Fremdsprachenschule Peking entwickelte sich weiter und bis zum August 1954 wurden auch Deutsch, Spanisch, Französisch unterrichtet. Mit der Zustimmung des Staatsrats der Volksrepublik China wurde die Schule als Fremdsprachenhochschule Peking umbenannt.

### 1954–1994
1959 kehrten die Studierenden und Lehrenden der Hochschule für russische Sprache Peking zurück, und die Russischabteilung wurde neu gebildet. Danach bilden zwei Campus auf beiden Seiten der Xisanhuan-Nordstraße in Peking die Hochschule, ein Westcampus und ein Ostcampus. 1966 fing die Kulturrevolution an. Fünf Jahre lang konnten keine Lehrveranstaltungen mehr stattfinden und Einschreibung für neue Studierende wurde auch abgebrochen. Vom Jahr 1971 an kam die Ordnung langsam zurück.
1979 wurde der Verlag für Fremdsprachenlehren und -Forschung (Foreign Language Teaching and Research Press), der größte Verlag für fremdsprachige Lehrbücher und Lernmaterial, errichtet.
Mit der Zustimmung der Staatskommission für Bildung wurde die Hochschule wieder umbenannt, seitdem die Hochschule als der jetzige Name, Fremdsprachenuniversität Peking, bekannt wurde.

### Seit 1994
2001 feierte die BFSU ihr sechzigstes Jahr. Im selben Jahr baute die Uni ihre Fächer weiter: die ehemalige Englischabteilung wurde zu einer Fakultät für englische Sprache und internationale Forschung, mit den neu eingeführten Fächern Internationale Beziehungen, Journalismus und Jura. Gleichzeitig wurde auch die International Business School gegründet. In späteren Jahren entwickelten sich die Fächer wie Internationale Beziehungen zu einzelnen Fakultäten.
Heutzutage bieten alle Fakultäten und Abteilungen der BFSU insgesamt 97 Fächer, der größte Teil davon sind Fremdsprachenstudiengänge, und alle anderen Fächer heben auch eine Spezialisierung im Bereich internationalen Angelegenheiten hervor.

## Lage
Die Fremdsprachenuniversität liegt im Nordwesten von Peking, im Straßenviertel Zizhuyuan des Stadtbezirks Haidian, unweit des chinesischen Fernsehsenders BTV am westlichen dritten Ring, in der Nähe von der Technischen Universität Peking und der Zentralen Nationalitäten-Universität. Der Campus befindet sich sowohl westlich als auch östlich des dritten Ringes und hat eine Gesamtfläche von 304.553 m².

## Sprachen
Die Fremdsprachenuniversität hat eine Abteilung für deutsche Sprache und seit 2006 auch ein deutsches Kulturzentrum. Darüber hinaus werden bis zum Jahr 2018 insgesamt 98 Fremdsprachen unterrichtet, darunter Latein. Fächer mit längerer Geschichte sind Russisch, Englisch, Französisch, Deutsch, Spanisch, Japanisch, Arabisch und osteuropäische Sprachen, z. B. Polnisch, Tschechisch und Rumänisch.

## Leitung
- Yang Shangkun (杨尚昆) – ehemaliger Staatspräsident

## Absolventen
- Fu Ying (傅莹) – stellvertretender Außenminister
- Gao Xingjian (高行健) – Literaturnobelpreisträger
- He Jiong (何炅) – Sänger, Arabischlehrer
- Li Guixian (李贵鲜) – Staatsrat
- Li Zhaoxing (李肇星) – Außenminister
- Liu Hongyang – Diplomat
- Liu Zhenyun (刘震云) – Schriftsteller
- Qiu Xiaolong (裘小龙) – Schriftsteller
- Jason Tom (谭志豪) – US-Entertainer
- Wu Dawei (武大伟) – stellvertretender Außenminister
- Yang Lan (杨澜) – Journalistin
- Zhang Deguang (张德广) – stellvertretender Außenminister
- Zhang Hanzhi (章含之) – stellvertretender Außenminister
- Zhou Nan (周南) – stellvertretender Außenminister